# Comité olympique cubain

Le Comité olympique cubain (en espagnol, Comité Olímpico Cubano) est le comité national olympique de Cuba, fondé en 1937. Le Comité international olympique l'a reconnu en 1955.

## Prolégomènes olympiques a cuba (1900-1926)

### Les premiers contacts entre Cuba et l'olympisme

#### L'escrimeur Ramon Fonst
Malgré son sous-développement sportif apparent, Cuba se fait remarquer par le Comité international olympique grâce à ces performances sportives et notamment celles de l’escrimeur (fleuret et épée) Ramon Fonst Segundo aux Jeux olympiques de Paris 1900 et de Saint Louis 1904. Fils d’un riche propriétaire terrien, il remporta quatre médailles d’or et une d’argent, devenant l’un des deux seuls escrimeurs de l’histoire à avoir remporté trois titres olympiques individuels dans son sport Ramon Fonst est encore aujourd’hui considéré comme le plus grand escrimeur latino-américain de tous les temps et vénéré à Cuba au même titre que le champion du monde d’échecs Jose Raul Capablanca (1888-1942).
Au-delà du cadre purement sportif de l’exploit, la performance de Fonst engendra une certaine fierté nationale à Cuba. En dépit du fait qu’il n’était pas officiellement envoyé par son pays lors de ces épreuves, les inscriptions se faisant à titre individuel ou via un club jusqu’en 1908, ces victoires souvent sur les Américains attirèrent l’attention sur sa nationalité. Lui-même d’ailleurs mettait en valeur son île de Cuba comme jamais elle ne l’avait été jusqu’ici dans l’histoire du sport international. Cette revendication de l’identité nationale trouve un écho dans la population cubaine qui, à l’aube d’une nouvelle vague d’occupation américaine (1905-1909), se rappelle aux idéaux indépendantistes inaboutis de José Martí. En ce sens, on peut postuler que les dirigeants politiques cubains ont pu prendre conscience de l’occasion olympique dès cette période.

#### Cuba propose d'accueillir les JO 1916 et 1920
Au-delà de l’absence de Cuba aux trois éditions olympiques de 1908, 1912, et 1920, un élément vient alimenter la thèse que le CIO et l’olympisme sont représentés à Cuba au cours de cette période.En effet les mémoires de Coubertin relatent que Cuba (La Havane) et les États-Unis auraient proposé d’être des alternatives à l’organisation des Jeux de 1916 initialement prévus à Berlin, mais fortement compromis avec l’enlisement de la guerre dès 1915. Une candidature que Cuba renouvellera pour les JO de 1920 comme l’écrit Coubertin : « le comité qui se constituait à La Havane était moins affirmatif (qu’Atlanta, Cleveland, Philadelphie), plus conscient des difficultés, mais en même temps assuré de l’appui des pouvoirs publics, y compris celui du chef de la République, le président Menocal ».
Coubertin a refusé ces offres, préférant annuler l’Olympiade de 1916 plutôt que de confier l’organisation à un pays américain ou aux YMCA, une organisation de jeunesse américaine d’inspiration protestante qui mise sur le sport pour faire progresser l’influence des États-Unis dans le Pacifique et en Amérique latine en particulier. Toutefois, Coubertin restait convaincu que l’ébauche de candidature de La Havane « aide(rait) à la conquête du sud Amérique ».

#### La mission olympique d’Henri de Baillet-Latour en Amérique latine (1922-1923)
Le membre du CIO pour la Belgique Henri de Baillet-Latour s’implique pour la diffusion de l’idéologie olympique à travers le monde. À la faveur de l’accord entre Coubertin et Elwood Brown, président de l’alliance mondiale des YMCA, qui prévoit le patronage du CIO pour les Jeux d’Amérique du Sud en échange d’un membre au CIO pour les pays participants, Baillet-Latour se rend en Amérique latine pour assister à ces Jeux et mieux les contrôler. Grâce à l’assistance et aux réseaux des YMCA, Baillet-Latour voyage d’octobre 1922 à février 1923 entre l’Uruguay, l’Argentine, le Chili, le Pérou, le Mexique et Cuba, qui n’avait pu prendre part aux jeux régionaux pour des raisons méconnues. Il insiste dans chaque pays sur l’importance d’une adhésion au Mouvement olympique et fédère de potentiels nouveaux membres pour le CIO. Selon lui, cette campagne s’est avérée concluante : « I am very satisfied with my mission in America, I believe I have reached good results and have left the IOC in a very good situation in those new countries ». Un sentiment qui sera confirmé immédiatement lors de l’olympiade de Paris 1924 avec la participation de plus de 160 athlètes en provenance de Cuba, de l’Argentine, du Brésil, du Chili, du Mexique, de l’Équateur et de l’Uruguay notamment. C'est ainsi que l'on peut parler de  « Latin American Olympic Explosion » pour caractériser ce phénomène.
En l’espace de deux années, cinq CNO sont créés en Amérique latine et sept personnages sont recrutés pour devenir les nouveaux membres du CIO pour leurs pays respectifs. Parmi eux, Porfirio Franca y Alvarez de la Campa qui devient en 1923 le premier membre du CIO pour Cuba.

### Une première structure du nom de "Comité Olympique Cubain"

#### Franca, premier membre du CIO pour Cuba
Membre du gouvernement provisoire qui dirigea cuba pendant 5 jours à la suite du renversement de Carlos Manuel de Céspedes y Quesada (4 au 8 septembre 1933) et banquier de renom, Franca possède aussi une grande expérience du sport cubain puisqu’il est l’un des fondateurs et président d’honneur du Vedado Tennis Club, un membre réputé de l’Union Athletica des Amateurs de Cuba (UAAC), de l’Amateur Baseball League ou encore de la Fédération d’Escrime. À l’image de tous les membres recrutés par Coubertin puis Baillet-Latour lors de leurs présidences, il est issu de la haute société, sinon un aristocrate, suffisamment doté en capitaux économiques pour se consacrer à la diffusion de l’olympisme.

#### Le décret du 13 août 1926
Sous l’impulsion, de Franca, de l’UAAC, et de son cinquième président Gerardo Machado y Morales, Cuba se dote de son premier décret présidentiel en faveur de la création d’un organe sportif étatique le 13 août 1926.
Élu en 1925 selon le slogan « Eau, Routes & Écoles », Machado se veut un président ambitieux, réformateur, désireux de faire de son pays la « Suisse des Caraïbes ». Réputé ultrapatriotique, il veut voir son pays glorifié dans les premiers Jeux d’Amérique centrale et des Caraïbes en octobre de la même année à Mexico. Cette compétition s’offre à Cuba comme une vitrine, comme une occasion de visibilité inespérée et tant rêvée depuis les espoirs déçus de l’indépendance.
Animé certes par des volontés politiques, le décret no 1337 de Machado n’en est pas moins fondateur pour le Comité olympique cubain et son premier président, Porfirio Franca. Concrètement, le décret promet la création d’une institution, le Conseil National des Jeux de Sport Centraméricains, avec ses quatre membres :
- Le délégué du CIO à Cuba (Franca),
- Le représentant de la Commission Nationale pour le Tourisme,
- Le représentant du gouvernement cubain,
- Le représentant de la Commission Athlétique des Amateurs de Cuba,
Ce nouvel organe se voit confier les missions suivantes :
- Établir les conditions de la participation de Cuba aux Jeux centraméricains,
- Gérer les fonds alloués à cet effet,
- Désigner un Comité National olympique qui devra gérer la partie technique de l’organisation.
Le contenu de ce décret révèle que le président conçoit la place de Cuba dans le Mouvement olympique avant tout à l’échelle régionale, comme en témoigne le nom de l’organe principal créé : Conseil National des Jeux de Sport Centraméricains. Relégué au second plan, le COC se révèle plus un outil ponctuellement administratif et organisationnel au service de la délégation cubaine qu’un outil politique pour s’insérer durablement dans le Mouvement olympique et structurer voire développer le sport cubain. Ses prérogatives exclusivement orientées vers les Jeux centraméricains et non vers les Jeux olympiques témoignent d’une application stricte des conseils de Baillet-Latour pour le développement du sport cubain d’abord à échelle régionale pour tendre vers l’international par la suite. On pourrait y lire aussi un esprit d’indépendance vis-à-vis du CIO et des Jeux olympiques, comme le prouve la création en 1928 de la Coupe du monde de football par l’Uruguay.

## UNE PÉRIODE DE TÂTONNEMENTS (1926-1950's)

### Franca refuse que Cuba participe aux JO

#### Cuba affectionne les Jeux centraméricains
De sorte à développer le sport à Cuba, Franca propose La Havane comme ville hôte de la deuxième édition des Jeux d’Amérique Centrale et des Caraïbes. La capitale cubaine, moins chère, plus accessible et moins élevée que Mexico (2250 mètres) doit offrir les conditions idéales pour un accroissement de la participation et des retombées médiatiques et symboliques. Nommé directeur du comité d’organisation en sus de sa place de président du COC, Franca mène avec succès cette campagne aux côtés de son conseiller spécial Ramon Fonst, répondant aux inquiétudes de Baillet Latour sur la capacité organisationnelle de l’île: 9 pays et 632 athlètes répondent présents. On notera que Cuba semble avoir noué un attachement particulier à cette compétition, l’organisant deux fois en 1930 et 1984 et devenant le pays avec le plus de médailles d’or à ce jour (1854) parmi les 32 nations ayant au moins été représentées une fois.

#### Une incapacité structurelle pour la participation aux JO
Alors en bonne voie, ce processus d’acculturation à la participation et à l’organisation de grands événements sportifs va être mis à mal par la situation politique dans le pays affectant les budgets alloués au sport. De même que pour Los Angeles 1932 où Cuba n’a pas proposé de concurrent pour cause de difficultés budgétaires, Franca ne conçoit pas comme essentielle et judicieuse une participation à Berlin en 1936. Dans ses rapports au CIO, il fait état des difficultés éprouvées par Moenck pour obtenir les 57 000 dollars nécessaires à la participation de la délégation cubaine aux troisièmes Jeux centraméricains de 1935 à San Salavador. De plus, et hormis son équipe de tireurs, aucune autre équipe ne semble prête pour rivaliser avec les meilleurs mondiaux. En ce sens, il ne veut pas mettre en péril la participation de Cuba aux Jeux d’Amérique Centrale et des Caraïbes de Panama 1938, la priorité régionale, pour aller « faire un tour » à Berlin en 1936

#### La démission de Franca
C’est ainsi que le CIO a perdu son interlocuteur originel à Cuba, désormais impliqué plus durablement dans le comité d’organisation des Jeux centraméricains. Après deux années sans interlocuteur à Cuba, Baillet Latour semble perdre patience et fait part de sa tentation de ne pas remplacer Franca du fait du manque d’intérêt de Cuba pour les Jeux olympiques : « We have decided that at least for the time being no delegate for the I.O.C will be appointed to Cuba. We do not see the necessity, as the leading spirit in your country seems to be more in favor of participating in local events of minor importance ».

### La soudaine renaissance du COC

#### Une initiative du gouvernement Brù
Alors que la transition de l’échelle régionale à l’échelle internationale semble avoir été ratée par Cuba, la présidence de Federico Laredo Brù (1936-1940) marquée par de réformes sociales (pensions, assurances sociales, salaires minimums, autorisation des syndicats) donne un nouvel élan à l’olympisme cubain. En effet, le CIO reçoit le 8 mai 1937 un décret annonçant la création d’un nouveau Comité olympique cubain selon une forme qui confère plus de pouvoir à ce gouvernement progressiste. Peu après, le 21 juillet 1937, Iglesias (un membre de l'UAAC proche du pouvoir) annonce au CIO qu’il est le président d’un COC nouvellement formé et que Franca est remplacé par le docteur Francisco Trelles Y Portillo au poste de membre du CIO à Cuba.

#### Une décision subie par le CIO
Contraire aux articles 17 et 2 des statuts du CIO qui stipulent respectivement que les CNO doivent être institués par les membres du CIO pour ledit pays et que ces membres sont recrutés par le CIO lui-même, ce vice de procédure d’Iglesias qui inverse le rapport de force semble surprendre autant que contrarier et le CIO.
Quoi qu’il en soit, l’effet de cette lettre n’est pas celui escompté par Iglesias puisque Baillet Latour déclare la nullité des décisions prises au nom du CIO et notamment la nomination de Trelles. Finalement, Franca parraine Miguel A. Moenck le 16 novembre 1937 pour le poste de membre du CIO à Cuba : « In doing that, I firmly believe he is the right man for the place, as no one else has the knowledge of sports, athletic organizations and international relations that he is recognized to have. He is an excellent organizer and frequently consulted about athletic problems ». Après avoir été impliqué dans la presque intégralité des fédérations du pays, Moenck cède officiellement sa place de président du COC à Iglesias (1939-1941) pour rejoindre le CIO en février 1938.

#### Le décretno1509
Malgré ce qui s’apparente à une vexation du CIO qui n’avait pas été prévenu que l’ancien COC avait été remplacé, ce décret fondateur no 1509 du 8 mai 1837 émanent certainement de la main du président Brù apparaît porteur d’espoir pour le CIO. En effet, il permet un élargissement des objectifs du COC pour une participation aux Jeux olympiques comme demandé par le CIO.
CONSIDÉRANT : Il est impératif de créer un organe technique permanent chargé de l’organisation, de la direction, de la sélection et de la formation du personnel sportif qui représentera Cuba à la fois aux Jeux olympiques et aux Jeux centraméricains.
EN CONSÉQUENCE : Dans l'exercice des pouvoirs qui me sont conférés, et par proposition du Secrétaire d’État à l'Éducation :
PREMIÈREMENT : L’organisation, la direction, la sélection et l’entraînement des équipes sportives qui représenteront Cuba aux Jeux olympiques et aux Jeux Centraméricains seront confiés à une organisation technique permanente dénommée COMITE OLYMPICO CUBANO.
DEUXIÈMEMENT : Le COMITE OLYMPICO CUBANO sera composé de sept membres nommés comme suit : (A) Un nommé librement par le Secrétaire d’État à l'Éducation.
(B) Un nommé par le représentant à Cuba du Comité international olympique.
(C) Un nommé par le Secrétaire d'État à l'Éducation parmi les membres de l'Union Athletica des Amateurs de Cuba (UAAC)
(D) Quatre choisis par le Secrétaire à l'Éducation parmi la liste des candidats envoyée par les organisations sportives suivantes :
1 - Organismes sportifs de renommée internationale pratiquant les sports inclus dans les Jeux olympiques ou Centraméricains à l'exception de ceux qui dépendent de quelque manière que ce soit de l'Union Athletica des Amateurs de Cuba.
2 - Entités sportives masculines ou féminines composées de quatre clubs ou plus, pratiquant au moins deux des sports inclus dans les Jeux olympiques ou centraméricains et ayant été organisés depuis deux ans ou plus.
Le Comité olympique cubain sera entièrement renouvelé tous les quatre ans, étant entendu que ses membres exerceront leurs fonctions sans récompense et à titre honorifique.
TROISIÈME : Le Comité olympique cubain établira un ensemble de règles qui devront être appliquées, à la fois avec l’approbation du Secrétaire d’État à l’Éducation et avec les deux tiers de ses membres.

La forme, celle du décret-loi, est révélatrice de la prise de contrôle du sport par le pouvoir présidentiel. Comme précisé dans les dispositions transitoires, ce décret restera en vigueur jusqu’à ce que le Congrès puisse adopter le projet de loi correspondant, signe que le législatif travaille probablement à la réalisation d’une loi, mais que l’exécutif ne veut/peut pas attendre. Ainsi le président cubain affiche une ambition pour le COC qui dépasse largement les prérogatives qui lui avaient été confiées dans le cadre du Conseil National des Jeux de Sport Centraméricains de Machado.
En absorbant le Conseil National des Jeux de Sport Centraméricains, le nouveau COC devient une institution puissante aux mains du gouvernement et bientôt d’Iglesias, un véritable relais des politiques gouvernementales par le biais du Secrétaire d’Etat à l’Éducation. Tout cela, probablement, à la défaveur des élites conservatrices qui dirigeaient jusqu’alors le sport cubain comme l’UAAC. Ainsi la réglementation pour la composition du bureau du COC confirme cette idée : six des sept membres du COC seront choisis par le Secrétaire d’État à l’Éducation, en opposition à la Charte olympique et sa volonté de dissociation du sport et du politique. L’UAAC qui bénéficiait jusqu’ici d’un pouvoir prépondérant sur la gestion du sport cubain ne possède plus qu’un siège au COC.

### Autour de la Seconde Guerre mondiale

#### Le CIO forcé à la discrétion
Alors qu’une nouvelle relation CIO/COC semblait pouvoir s’instaurer sur la base de ce COC plus structuré, la Seconde Guerre mondiale (1939-1945) va mettre un nouveau coup d’arrêt à la régularisation du COC selon les principes de la Charte olympique. En effet, le Comte Baillet-Latour est bloqué dans la Belgique occupée et doit céder la gestion des affaires courantes à son vice-président, le suédois Edström, avant sa mort en 1942. Le cas de Cuba comme celui de beaucoup d’autres nations est mis de côté pour concentrer les efforts sur les JO d’Helsinki de 1940 finalement annulés. Pendant les années de guerre, l’Allemagne nazie de Göbbels tenter d’unifier selon son idéologie le sport européen. Le CIO peine à résister et écorne son image du fait de son approbation du nazisme. Il lui faudra quelques années de discrétion pour éviter le processus de dénazification et prétendre retrouver une certaine légitimité dans les relations internationales, peut-être jusqu’à la présidence d’Avery Brundage (1952-1972).

#### Le COC s'émancipe
Pour autant, le nouveau COC au budget probablement plus important que le précédent, soutient la participation des délégations pour Londres 1948 (53 athlètes), Helsinki 1952 (29 athlètes), Melbourne 1956 (16 athlètes dont une femme) et Rome 1960 (12 athlètes). Seul Figuerola décroche une médaille d’argent en athlétisme en 1948. Même si les résultats aux Jeux olympiques peuvent être jugés décevants, les successifs gouvernements cubains semblent avoir une réelle volonté de développer l’excellence sportive sur l’île. Le nouveau COC gère de front les participations à toutes les épreuves sous la direction ou le patronage du CIO, que ce soit les JO, les jeux régionaux centraméricains de 1946 (Barranquilla/Colombie) puis de 1950 (Guatemala) et aussi pour les nouveaux jeux panaméricains qui voient s’affronter tous les pays des continents nord et sud confondus. Créé à l’initiative de Brundage pour pallier l’absence de JO pendant la Seconde Guerre mondiale, la première édition se déroule finalement en 1951 à Buenos Aires, et voit Cuba finir troisième nation devant le Brésil ou encore le Mexique.

## Le coc et les dictateurs (1952-1963)

### La tentative d'annexion de Batista

#### Une immersion "sultanique"
Figure du pouvoir depuis plus d’une décennie déjà, Fulgencia Batista a repris la présidence par la force en 1952 afin d’imposer une dictature violente. Catégorisée comme « sultanique » par André Gounotdans la mesure où elle ne comporte aucune dimension de mobilisation idéologique que les JO pourraient glorifier à l’image de l’Allemagne nazie, la dictature de Batista repose sur la satisfaction des intérêts personnels des dirigeants suprêmes. L’autorité doit être complète. Contrôler le Comité olympique cubain, c’est contrôler l’organe de rayonnement sportif du pays ainsi que les enjeux financiers qui en découlent.
Dès 1954, Batista veut contrôler le COC et décide de remplacer le président Iglesias par Miranda, son beau-frère, ce dernier cooptant ses pairs dans le comité exécutif du COC.

#### La réaction de Moenck et du CIO
Devenu membre de la commission exécutive du CIO en 1953, Moenck, qui entretient de très bonnes relations avec Brundage, l’alerte immédiatement des dérives du dictateur cubain qui fait aller le COC à l’encontre de la règle 25 de la Charte olympique prévoyant l’indépendance et l’autonomie des CNO par rapport à leur gouvernement. Si le CIO doit faire respecter ses fondements, il doit aussi faire valoir sa capacité à coopter des membres qui lui ressembles socio-politiquement, c’est-à-dire des élites traditionnelles et conservatrices.
Le COC de Batista doit désormais faire face à un lobby conservateur emmené par le CIO, incarné par Moenck aux côtés de l’UAAC. Contraint d’organiser des élections pour légitimer démocratiquement sa place ainsi que son nouveau comité exécutif aux yeux du Mouvement olympique, Miranda enclenche une course à la corruption en vue du scrutin de janvier 1955. De l’autre côté, de nombreux échanges de lettres témoignent de l’important travail de lobbying réalisé par Brundage et Moenck pour rassurer les fédérations et maintenir leurs fidélités.
Finalement, Miranda perd l’élection et doit rendre sa présidence au nouveau président Narcisco Camejo Estrella. Brundage félicite Moenck d’avoir « gagné la bataille », « une victoire remarquable pour le Mouvement olympique ». Fort de ce succès, le COC est officiellement reconnu par Brundage le 2 février 1955, et pourra participer aux prochaines compétitions olympiques comme membre de la grande famille olympique.

### Le Comité olympique de Fidel Castro

#### Un climat révolutionnaire
Tendue depuis le début de l’année 1956, la situation politique à Cuba ne va faire que se dégrader contraignant le travail de Moenck ainsi que ses participations aux rassemblements de la commission exécutive du CIO de Stockholm 1956 et Tokyo 1958. Ses correspondances avec Brundage évoquent la dureté de la vie à Cuba, les meurtres, les pillages, sa crainte d’abandonner sa famille ainsi que l’accentuation de la censure qui va l’empêcher de quitter le pays dès 1956. Alors que la Révolution bat son plein, les opposants sont poussés à l’exil. Parmi eux, on note Porfirio Franca Echarte, le fils du premier président du COC et lui-même président du COC depuis 1958. Opposé au castrisme, il s’exile à Porto Rico ou il occupe la présidence du Comité olympique portoricain pour dès 1960. Ainsi le CIO comme le COC ont été paralysés pendant ces années de Révolution.

#### L'INDER absorbe le COC
L'adhésion de Castro au socialisme se matérialise par la centralisation de la gestion des affaires publiques et donc sportives par un parti unique officiel et son leader au sein d’un État fort. Dès 1961, le lider maximo donne naissance à l’Institut National des Sports et de l’Éducation Physique et Récréative (INDER), une structure centralisatrice nationale calquée du modèle soviétique devant organiser la participation sportive en encourageant à la compétition. Pensé comme une structure à part entière par le décret de 1937, reconnu comme indépendant et conforme par le CIO en 1955, le COC devient un outil au service des politiques de l’INDER, revenant une nouvelle fois sous le contrôle direct du gouvernement, castriste cette fois.

#### L'impossible résistance
Le CIO n’a plus de canal de renseignement à Cuba et, isolé, ne peut donc pas mettre en place de stratégie de défense comme ce fut le cas contre Batista. Brundage tente de faire pression sur Castro en ne reconnaissant plus le COC comme légitime, mais cette tentative n’a guère d’effet. De son côté, Castro évite l’erreur faite par son prédécesseur, celle de court-circuiter le cheminement démocratique du vote pour la présidence du COC. En ce sens, il s’attire le soutien de Manuel. G. Guerra, un haut cadre de l’administration sportive qui fut président de l’UAAC et vice-président du COC, et fait subir à Iglesias une « terrible répression » pour que celui-ci abandonne sa présidence et quitte le pays. C’est chose faite le 22 décembre 1963, et avec lui, c’est la résistance à l’INDER et au sport d’État qui disparaît.
Guerra remporte les élections consécutives au départ d’Iglesias, devenant président du COC, un poste qu’il occupera jusqu’en 1997, les statuts de l’institution ne prévoyant pas de limite de mandats successifs. Cette longévité qui témoigne de la confiance de Castro explicite aussi le rapport qu’entretien le leader des révolutionnaires avec le comité olympique : c’est un lieu de pouvoir qui est suffisamment digne d’intérêt pour être contrôler par un allié fidèle et pérenne à sa tête. Un allié qui saurait s’effacer lorsque Castro sentirait le besoin de gérer lui-même les affaires olympiques.
Enfin, l’immersion des révolutionnaires dans le monde de l’olympisme apparaît complète après la mort de Moenck en 1969 puisque le CIO coopte Guerra en 1973 pour qu’il devienne le nouveau membre du CIO pour Cuba. Bien qu’il soit castriste, sa longue carrière de haut dirigeant du sport mondial notamment à la tête de la fédération internationale de Baseball a dû jouer en sa faveur auprès d'un CIO contraint par les logiques de la Guerre froide.

## LE COC INSTRUMENTALISÉ PENDANT LA GUERRE FROIDE (1960's-1992)

### Une forte contestation de la légitimité du COC
Selon de nombreux opposants au régime castriste, le COC doit être exclu du Mouvement olympique du fait de trois infractions majeures à la charte olympique : le COC paie ses athlètes, le COC est communiste, le COC est au service de l’État.

#### Le COC paie ses athlètes
Premièrement, le CIO a exigé des preuves à l’INDER que les athlètes sous la responsabilité du COC pendant les compétitions olympiques n’étaient pas payés de sorte à se mettre en conformité avec le principe de l’amateurisme. En janvier 1963, le chancelier Otto Mayer joint dans une correspondance une liste d’athlètes probablement payés et demande des certificats pour défendre chacun d’entre eux. Cuba mettra plus de dix ans à répondre favorablement à tous les noms, répondant à chaque relance du CIO que les recherches étaient en cours de traitement.

#### Le COC est communiste
Deuxièmement, une critique concerne l’aspect communiste du COC. Si Brundage déplore le fait que le sport soit un terrain d’affrontement, il ne peut en revanche condamner Cuba pour son orientation politique, la charte olympique défendant ses membres de « discrimination en raison de la race, de la religion ou de l’affiliation politique ». Une situation délicate pour ce président ouvertement anticommuniste, d’autant plus qu’un puissant bloc rassemblé autour de l’URSS se construit au CIO.

#### Le COC est au service de l'Etat
La critique la plus pertinente juridiquement aux yeux du CIO concerne les liens entre le COC et l’État : selon les détracteurs de Cuba, le COC serait au service du régime. D’abord, c’est la participation aux Games of the New Emerging Forces (GANEFO), une compétition regroupant les nations émergentes principalement tiers-mondistes devant faire de l’ombre aux CIO, qui va nourrir le débat. L’Indonésie, suspendue du Mouvement olympique pour avoir refusé la participation de la République de Chine (Taïwan) aux quatrièmes Jeux asiatiques, accueille alors Cuba et quelques autres nations pour la première des deux seules éditions de la compétition en 1962. Intimement politique selon Brundage, la participation aux GANEFO ne peut être couplée d’une participation aux JO, si bien qu’il décide de suspendre tous les athlètes ayant pris part à cet événement et profère cette menace à l’encontre de Cuba. Guerra lui répond qu’aucun athlète n’avait pris part aux GANEFO, seulement des « travailleurs », et aucune sanction ne fut prise.
Dans le même temps, l’Union Sportive de Cuba Libre, une association d’anciens athlètes cubains exilés en Floride, inonde le CIO de courriers pendant près d’une décennie de sorte à prouver que les athlètes du COC sont des ambassadeurs de l’État. Au total, ce sont plus de 140 rapports gouvernementaux subtilisés aux révolutionnaires et quelques centaines de coupures de presse dénonçant la propagande gouvernementale qui sont envoyés à Lausanne. Toutes sortes d’accusations y sont proférées à l’encontre des Cubains : des distributions de tract pro-castristes lors des jeux régionaux de Kingston en 1962, l’emprisonnement d’une athlète dissidente tentant de s’échapper en 1962, ou encore le fait que Guerra serait un agent communiste infiltré. Enfin, un livret de propagande dénonce l’endoctrinement de l’INDER qui choisirait les athlètes en fonction de leur allégeance au communisme.

#### L'impuissance du CIO
Face à cette quantité d’éléments à charge contre le gouvernement cubain, Brundage ne sévit pas. Bien que le COC ne soit pas innocent, ces accusations sont selon lui le fruit d’une minorité perdante de la Révolution et comportent un aspect trop propagandiste pour être retenues. Ainsi, il ne peut qu’adresser de nombreuses lettres au COC pour le menacer de poursuite en cas de nouvelle interférence entre le gouvernement et le fonctionnement du COC, donnant un sentiment d’impuissance face à l’immersion du politique. Cuba ne tremble pas et nie en bloc ces accusations retournant les mêmes reproches aux États-Unis.

### Composer avec Castro, leader auto-proclamé des non-alignés
Réticent à l’idée de punir le COC, le CIO va subir les attaques de Castro envers ses principes durant toute la Guerre froide, les événements du Cerro Pelado en 1966  ou les boycotts de 1984 et 1988 étant les plus marquants.

#### Une légitimité sportive
Tandis que la décennie 1960 a été celle des grandes réformes du sport cubain, la décennie 1970 consacre les premiers exploits sur les scènes régionale, internationale et olympique. En effet, dès 1971 aux Jeux panaméricains de Cali (Colombie), le pays atteint la deuxième place au tableau des médailles, seulement devancé par les États-Unis. Une performance fièrement saluée par Castro, d’autant plus qu’elle va s’inscrire dans une régularité remarquable avant la consécration : Cuba finira au moins deuxième au tableau des médailles pour les dix éditions suivantes, s’offrant même la première place en 1991 lors de l’édition de La Havane.
Au-delà de cette réussite sportive à l’échelle régionale, ce sont les résultats aux Jeux olympiques qui vont permettre à Castro de démontrer la réussite de son modèle. Déjà à Mexico 1968, Cuba avait amorcé son ascension vers l’Olympe avec 4 médailles d’argent, son deuxième plus haut total après Saint-Louis 1904. L’aboutissement intervient lors de l’édition suivante à Munich, dans la discipline qui symbolise le mieux le virage socialiste du sport cubain : la boxe. C’est ainsi que Teofilo Stevensen décroche la première médaille d’or révolutionnaire en finale des poids lourds contre le Roumain Ion Alexe. Glanant devant un public conquis la première de ses trois médailles d’or olympiques, Stevenson marque alors l’arrivée de Cuba dans le tableau des grandes puissances du sport mondial : lors de cette édition, la délégation cubaine finira 14e sur 126 nations engagées avec 8 médailles dont trois en or pour la boxe cubaine, soit autant que le total de tous les pays d’Amérique latine réunis. La dynamique est enclenchée, et chaque olympiade permet de prendre conscience de la progression de Cuba : 13 médailles à Montréal 1976, 20 à Moscou 1980. Certes, c’est le sport soviétique qui atteint des sommets à cette période, l’URSS terminant première à huit des dix olympiades été et hiver organisées entre 1972 et 1988 (deuxième à Sarajevo 1984, pas de participation à Los Angeles 1984).
Grâce à ces résultats, le régime castriste bénéficie d’une certaine légitimité et crédibilité, dont il n’hésite pas à se vanter, encore ici en 1984, dans ses correspondances avec le CIO et Samaranch : « Les efforts et les résultats de nos athlètes, entraîneurs et officiels techniques nous ont permis d’obtenir une place de choix dans le milieu sportif d’Amérique centrale, panaméricain et mondial, et nous ont conduits à occuper des positions importantes au sein de nombreuses fédérations et organisations sportives internationales ». « Fort de l’autorité » que lui confère ce prestige sportif, Castro va tenter d’imposer Cuba comme un membre incontournable du Mouvement olympique, une ambition qui commence par des critiques et un boycott en 1984.

#### Une critique d'inspiration socialiste pour dépasser le silence du boycott 1984
Quatre ans après les Jeux de Moscou 1980 boycottés par près de 51 nations, l’URSS se positionne en faveur de représailles similaires pour l’édition de 1984 à Los Angeles. Prétextant des lacunes dans le dispositif de sécurité américain et une crainte envers le sentiment antisoviétique de la population, le Bloc de l’Est n’engage pas d’athlètes, sauf la Roumanie. Outre l’URSS, ce sont 14 autres pays qui déclinent l’évènement, et parmi eux, Cuba
Pour autant, et même si Castro apparaît tributaire de ce boycott, il n’en est pas moins décidé à exploiter la situation pour revendiquer ces propres intérêts. Ainsi, il se permet d’exposer sa vision de la situation olympique à Samaranch : « au cours de ces dernières années, des éléments étrangers au sport sont intervenus dans les JO, conséquence des gains obtenus par le biais de la télévision, la publicité et d’autres facteurs. Ce n’est pas sans raison que les Jeux à Los Angeles ont été qualifiés de “Jeux du dollar” ». Rappelant au président du CIO les principes de la charte olympique selon laquelle « les Jeux olympiques sont non lucratifs », il dit que ces derniers ont été « violés et bafoués ».
Castro dénonce la commercialisation, la marchandisation des JO orchestrée par Samaranch. Selon lui, cette prise de position en faveur de l’entrée des sportifs professionnels dans le Mouvement olympique et donc pour la fin de l’amateurisme « dévalue complètement l’essence de l’Olympisme » et ne va profiter qu’aux pays développés : « les pays pauvres et sous-développés n’auront jamais la possibilité de se voir confier l’organisation de manifestations sportives de cette nature ».

#### Des revendications au nom des non-alignés
Du 3 au 9 septembre 1979 s’est tenu à La Havane le VIe Sommet des pays non alignés. Trouvant ses origines dans la conférence de Bandung de 1955, cette initiative intergouvernementale, qui vise initialement à protéger ces membres de l’influence des États-Unis et de l’URSS compte à l'époque 95 pays membres.
Quoique très liée à l’URSS, Cuba joue pourtant sur les deux tableaux et souhaite se poser comme le leader de la troisième voie. Fidel Castro, grand artisan du bon déroulement de ce sommet affiche alors ses intentions d’actions : « S’il s’agit de défendre l’indépendance et le rôle spécifique, prestigieux, toujours constructif et toujours plus influent dans la vie internationale des non-alignés, pour qu’on écoute la voix énergique et juste de nos peuples, Cuba sera en première ligne pour défendre ces principes ». C’est en ce sens et selon cette même dynamique de protection des non-alignés anti-impérialistes que Cuba se positionne comme un acteur central des Jeux olympiques de Séoul 88. L’enjeu pour le CIO semble alors de s’accorder directement avec Fidel Castro, et non plus avec le COC semble-t-il dépassé par l’enjeu diplomatique depuis quelques années déjà, pour éviter qu’il ne fédère un groupe de dissidents.
Plusieurs critiques sont alors émises par Castro : 

##### 1) Le choix de Séoul 1988
Castro exprime sa tristesse face à la « guerre meurtrière qui coûta la totale destruction de la Corée du Nord et la vie de centaines de milliers de ses enfants », en plus de diviser « artificiellement et arbitrairement en deux parties » le pays. Au cours d’un paragraphe engagé, il dénonce l’absence des libertés, des droits sociaux et des droits de l’Homme au sud. Dans les faits, les propos de Castro semblent relativement fondés puisqu’effectivement, le général Chun Doo-hwan a pris le pouvoir par un coup d’État militaire en décembre 1979, avant de dissoudre l’Assemblée nationale et de faire proclamer dès mai 1980 la loi martiale à tout le pays. Des milliers d’opposants sont assassinés tandis que le président américain Jimmy Carter est accusé de soutenir le pouvoir en place. À la vue de ce triste bilan, il ne croit pas que les Jeux olympiques vont permettre une quelconque paix, réunification, harmonie ou collaboration. C’est en ce sens qu’il suggère à Samaranch une idée qui pourrait sauver la face du Mouvement olympique : « La solution réside peut-être dans la décision courageuse, constructive et prudente de répartir les Jeux olympiques en 1988 de manière plus équitable ou à peu près équitable entre les deux Corées en fonction des possibilités et des intérêts de chacune ».
Aux termes d’âpres discussions entre le CIO, le COC et les deux Corées, durant lesquelles un accord pour la coorganisation fut proche d'être trouvé, Castro annonce finalement qu'il boycott l'olympiade 1988 emmenant dans son sillages l'Ethiopie et les Seychelles. « La Corée du Sud est un pays fasciste », écrit Castro.
Les considérations strictement sportives sont éclipsées par ce discours politique qui nuit une nouvelle fois à la réunification du Mouvement olympique. Il y a un saisissant contraste dans les correspondances entre les déclarations de bonnes intentions et de sympathie vis-à-vis du CIO et la subite position de fermeture définitive pour ce qui concerne la participation à Séoul 88. L’impression dominante à la lecture est celle d’une hostilité de Cuba à l’égard du bon déroulement des JO de 1988, car si le CIO doit faire des efforts et des concessions en sa faveur, Cuba n’accepte d’en faire aucune de son côté maintenant une position binaire réalistement intenable dans les relations internationales : tout ce que Castro demande, ou rien. Au lendemain de ces différends, la relation entre le CIO et Cuba apparait très tendue, et Samaranch annonce le 12 octobre 88 qu’il coupe les fonds alloués au COC pour non-contribution à la progression du Mouvement olympique. La vraisemblable réussite de ces Jeux, à la fois dans les domaines sportifs et sécuritaires, contribuera autant à faire connaître au monde entier la Corée du Sud qu’à discréditer la critique émise par Fidel Castro.

##### 2) La légitimité de l'ONU
À la faveur de son poids grandissant dans les relations internationales et donc dans le Mouvement olympique, de sa position d’acteur incontournable pour un succès de Séoul 88, Castro a tenté de remettre en cause plus que la libéralisation économique de l’olympisme mais la légitimité même du CIO à dominer et régir le sport international dès 1985.
En effet, le tiers-monde peut paraître délaissé par le CIO qui, s’il a soutenu les initiatives de Jeux régionaux pour le développement du sport, n’a accordé qu’une seule fois l’organisation des JO en dehors des pays riches, à Mexico 1968. « Il faut faire en sorte que les pays du tiers monde aient également le droit d’organiser des olympiades » demande alors Castro, de sorte que ces pays bénéficient des recettes des rencontres sportives. Pour lui, l’« assignation de 200 millions de dollars à l’État le plus riche du pays le plus riche du monde (suite à LA84) est une preuve des faiblesses et des conceptions anachroniques de CIO » alors que ce qu’il manque au Sud, « c’est le développement économique et social, les installations sportives […] la nourriture, non pas seulement pour de grandes masses de la population, mais parfois même pour les athlètes ». Enfin, et comme pour n’épargner aucune dimension de l’institution olympique, ce sont aussi les membres du CIO qui sont pris à partie par le leader cubain. Dénoncés comme des « comtes, de(s) marquis, de(s) millionnaires » au service d’une « mafia » oligarchique et autocratique dans un article de 1985, ils sont confrontés à la non-représentativité de leur statut de membres des élites mondiales.
Ainsi ce plaidoyer populiste d’inspiration marxiste typique des propos de Fidel Castro dénonce une forme de néo-colonialisme permise par un Mouvement olympique qui entrevoit les faiblesses de ses fondements aristocratiques. De sorte à permettre à l’olympisme de se saisir d’enjeux modernes selon une perspective plus juste, solidaire et égalitaire, Castro propose plusieurs agencements allant d’une réforme de l’institution à une transmission de compétence à l’ONU qui signifierait la fin du CIO en tant que tel.
Premièrement donc, Castro propose une réforme du CIO pour plus de représentativité. Partant du constat que la cooptation permet à certains pays d’avoir plusieurs membres au CIO alors qu’ils n’ont que peu d’athlètes, Castro souhaite que chaque pays soit représenté au CIO par un délégué élu sous l’égide de l’ONU.
Si le CIO refuse cette requête, Castro propose alors que l’ONU se saisisse de la question pour réorganiser et diriger le Mouvement olympique en créant un organe similaire à celui de l’OMS ou de l’UNICEF. « Je suis un partisan convaincu que les Nations Unies […] doivent s’intéresser au sport et s’en occuper comme elles le font pour la science, l’éducation, la culture, la santé… », déclare-t-il.

## LE COC DEPUIS LA CHUTE DE L'URSS (1990's-)

### Les JO de Barcelone 1992
Épisode le plus connu de l’histoire olympique cubaine, la performance exceptionnelle des Jeux olympiques de Barcelone 1992 révèle et crédibilise définitivement Cuba au monde. Lors de cette XXVèmes édition des JO d’été de l’ère moderne, Cuba fait son grand retour dans la compétition après les boycott de 184 et 1988 en se hissant à la cinquième place du tableau des médailles avec 31 médailles dont 14 en or, seulement devancé par des grandes puissances sportives : l’Équipe unifiée de l’ex-URSS, les États-Unis, l’Allemagne et la Chine. Avec ses neuf titres en boxe, la délégation cubaine impressionne autant qu’elle fascine des observateurs sous le charme de cette technique, cette fougue, cet atypisme venu des Caraïbes.
Parmi ces ambassadeurs, on note l’un des plus grands champions de boxe de l’histoire, Felix Savon, qui glanait avec une déconcertante aisance en 1992 le premier de ses trois titres de champion olympique de boxe, complétant son palmarès de sextuple champion du monde. Son refus de devenir professionnel pour affronter Mike Tyson dans un combat hautement lucratif fait écho à la célèbre déclaration de T. Stevenson, autre gloire de la boxe cubaine deux décennies plus tôt : « Pourquoi aurais-je besoin de dix millions de dollars quand j’ai onze millions de Cubains derrière moi ? ».
À l’instar de ces champions, c’est la délégation cubaine qui renvoie cette image de modestie, d’humilité et de simplicité lors de ces Jeux olympiques qui consacrent Cuba comme une grande nation du sport et de l’olympisme. Comparativement au total de 58 médailles obtenues jusqu’ici par Cuba lors de ses treize participations aux Olympiades d’été, cette moisson de 1992 apparaît comme une performance comptable extraordinaire et crédibilise la méthode cubaine à l'aube d'un avenir vraisemblablement plus dur.

### Une baisse de l'influence du COC
Pour autant, il apparaît intéressant de se demander si le COC de Castro ne s'est pas fourvoyé lors de l'épisode de JO de 1988, ne parvenant pas à fédérer un boycott de masse et se froissant avec un CIO pourtant prêt à faire des concessions. Tandis que l'influence de Cuba décline à mesure que la Guerre froide s'estompe, et alors qu'une longue période de crise économique plonge lîle dans une certaine détresse humanitaire, son influence dans le Mouvement olympique s'efface aussi. Les bons résultats sportifs diminuent, et, depuis 2015, Cuba n'a plus de membre au CIO pour son pays...